# Додиньи, Ив
Ив Додиньи (фр. Yves Daudigny; род. 23 февраля 1947, Шавиньон (департамент Эна) — французский политик, член Социалистической партии Франции, сенатор от департамента Эна, президент Генерального совета департамента Эна.

## Биография
Профессор физики, Ив Додиньи начал политическую карьеру в 1977 году, когда он был избран в состав совета поселка Марль. В марте 1983 года был избран мэром Марля и занимал этот пост до 2001 года.
В 1985 году Ив Додиньи был впервые избран в Генеральный совет департамента Эна от кантона Марль и представляет кантон в Генеральном совете до настоящего времени. После завоевания левыми большинства в Генеральном совете в 2001 году был избран его президентом и сохранял это пост после кантональных выборов 2004, 2008 и 2011 годов.
В сентябре 2008 года возглавил список левых на выборах сенаторов и стал первым левым политиком в департаменте Эна со времени образования Пятой Республики, сумевшим добиться избрания в Сенат. В 2014 году переизбран. Был председателем сенатского комитета по делам семьи, с 2104 года — член Комиссии по социальным вопросам. С 2004 года является вице-президентом Ассамблеи департаментов Франции.
Предки Ива Додиньи на протяжении нескольких поколений проживали на территории департамента Эна, он является дальним родственником Поля и Камиллы Клодель.
В марте 2015 года потерпел сенсационное поражение на выборах в Совет департамента Эна, преемник Генерального Совета, которое газета Le Courrier picard назвала «символом поражения левых».

## Занимаемые выборные должности
1977 — 12.03.1983 — член городского совета поселка Марль 

13.03.1983 — 18.03.2001 — мэр поселка Марль 

17.03.1985 — 29.03.2015 — член Генерального совета департамента Эна от кантона Марль 

01.04.2001 — 02.04.2015 — президент Генерального совета департамента Эна 

01.10.2008 — 02.04.2015 — сенатор Франции